# Municipio de Bath (Iowa)
El municipio de Bath (en inglés: Bath Township) es un municipio ubicado en el condado de Cerro Gordo en el estado estadounidense de Iowa. En el año 2010 tenía una población de 281 habitantes y una densidad poblacional de 2,96 personas por km².

## Geografía
El municipio de Bath se encuentra ubicado en las coordenadas 43°2′19″N 93°12′6″O / 43.03861, -93.20167. Según la Oficina del Censo de los Estados Unidos, el municipio tiene una superficie total de 95.04 km², de la cual 95,04 km² corresponden a tierra firme y (0 %) 0 km² es agua.

## Demografía
Según el censo de 2010, había 281 personas residiendo en el municipio de Bath. La densidad de población era de 2,96 hab./km². De los 281 habitantes, el municipio de Bath estaba compuesto por el 98,58 % blancos, el 0,36 % eran afroamericanos, el 1,07 % eran asiáticos. Del total de la población el 1,07 % eran hispanos o latinos de cualquier raza.